# Бик Осборне
Бик Озборне (шп. Toro de Osborne) је билборд у облику силуете бика. Првобитно је био замишљен као реклама за бренди Ветерано, и заштитни знак групе Осборне, међутим, временом се претворио у типично обележје Шпаније.
Билборди групе Озборне у облику бика (обично са одштампаним именом брендија) такође се могу наћи и поред ауто-путева у Мексику.

## Хронологија
- 1956: На захтев Групе Осборне, рекламна агенција Азор дизајнирала је симбол којим ће се презентирати бренди Ветерано на рекламним билбордовима поред путева. Маноло Пријето, сарадник ове агенције, предложио је фигуру бика, што је било прихваћено[1].
- 1957: У новембру се почиње са постављањем првих билбордова, направљених од дрвета. Били су 4 метра високи, и имали су рогове обојене у бело са натписом који је рекламирао пиће.
- 1961: С обзиром на неповољне метеоролошке услове због којих су билбордови од дрвета веома брзо пропадали, почињу де се производе бикови од метала. Величина се увећава на 7 метара висине[1].
- 1962: Након промене нормативе о рекламним билбордовима на путевима, почињу да се постављају билбордови високи 14 метара[1].
- 1988: У јуну Законом о путевима донета је одлука да се уклоне рекламе са било ког видљивог места на државним путевима. Натписи са билбордова у облику бика се бришу, међутим, сами билбордови остају[1].
- 1994: У септембру се објављује Уредба о путевима којом се наређује да се уклоне сви билбордови у облику бика Осборне. Неколико аутономних заједница, бројне општине, културна удружења, уметници, политичари и новинари заговарају повратак билбордова. Хунта Андалузије захтева да се бик Осборне прогласи „културним благом“, а Навара успева да задржи бикове Осборне на својој територији захваљујући месним законима[1].
- 1997: У децембру Врховни суд Шпаније доноси пресуду у корист останка бикова Осборне захваљујући „естетском и културном интересу“ који им се дао.
- Од 1998. па на даље: Бик Осборне престаје да буде искључиво рекламни симбол. Иако није званично симбол Шпаније, има аутономних заједница у којима ти бикови не постоје, због јакон националистичког отпора. У Каталонији је 2002. године срушен и последњи бик Осборне[2]

## Распрострањеност
Тренутно постоји 85 бикова Осборне на територији Шпаније. Постоје аутономне заједнице у којима не постоји ни један (Кантабрија, Каталонија, Сеута, Мелиља, Регион Мурсија), или имају само једног (Балеарска острва, Канарска острва, Навара, Баскија, док на пример [Андалузија] има чак 22 билборда Осборне.
| Аутономна заједница     | Број билбордова |
| ----------------------- | --------------- |
| Андалузија              | 22              |
| Арагон                  | 6               |
| Астурија                | 5               |
| Балеарска острва        | 1               |
| Канарска острва         | 1               |
| Кантабрија              | 0               |
| Кастиља-Ла Манча        | 13              |
| Кастиља и Леон          | 13              |
| Каталонија              | 0               |
| Екстремадура            | 5               |
| Галиција                | 5               |
| Заједница Мадрид        | 2               |
| Регион Мурсија          | 0               |
| Навара                  | 1               |
| Риоха                   | 2               |
| Валенсијанска Заједница | 8               |
| Баскија                 | 1               |

## Фолклор и шпанско друштво
Слика бика Осборне такође се веома често појављује у другим областима живота ван рекламне сфере: Види се често на налепницама које се лепе на задњем делу аутомобила, као сувенири (мајице, пепељаре, капе, разлгеднице, керамичке плочице, подметачи за чаше итд, са сликом бика Осборне, као и фигурице-сувенири). Често се може видети одштампан на самој застави Шпаније и као такав се појављује на интернационалним спортским догађајима или међународним мисијама шпанских војника.
Међутим, неки сектори шпанске ултра-деснице користе овај лик као свој заштитни знак, што у шпанском друштву доводи до асоцијације између ова два концепта (Шпанија — десница — јачина бика), чији је продукт нелагодност и одбијање истог у неким аутономним покрајинама, и стварање животиња-симбола истих, као на пример, каталонски магарац, или галисијска крава.

## Крава Осборне
Хавијер Фигередо, млади уметник из Касереса, заједно са друге две неидинтификоване особе је између 8. и 11. маја 2005. године претворио билборд бика Осборне на 535 километру националног пута N-630 у швајцарску краву. Насликали су беле мрље променивши тако традиционалну црну боју бика, и додали виме од метала обојено у розе боју које су причврстили са неколико шрафова и ексера.
Хавијер Фигередо каже да је „крава Осборне“ била уметнички израз којим је хтео да скрене пажњу на потрбу за већим злагањем у културу у Екстремадури, да подржи кандидатуру Касереса за Град културе 2016. године, и да критикује друштвене проблеме као насиље међу половима и сексуалну дискриминацију.
Фигередо је био ухапшен и осуђен за непоштовање јавних добара и мада је тужилац тражио 6 дана друштвено корисног рада, на крају је судија донео пресуду од два дана кућног притвора.